# ۳۴۰ (میلادی)
۳۴۰ (میلادی) سیصد و چهلمین سال تقویم میلادی است.

## درگذشتگان
- کنستانتین دوم، امپراتور روم

‎